# Apologie du terrorisme en droit français
Pour un article plus général, voir Apologie du terrorisme.
En droit français, la loi  réprime l'incitation comme l'apologie du terrorisme dans le droit de la presse depuis 1881, et depuis 2014 dans le code pénal. pour ce dernier sur le fondement de l'article 421-2-1 du code de procédure pénale:
« Le fait de provoquer directement à des actes de terrorisme ou de faire publiquement l'apologie de ces actes est puni de cinq ans d'emprisonnement et de 75 000 € d'amende.

Les peines sont portées à sept ans d'emprisonnement et à 100 000 € d'amende lorsque les faits ont été commis en utilisant un service de communication au public en ligne.
Lorsque les faits sont commis par la voie de la presse écrite ou audiovisuelle ou de la communication au public en ligne, les dispositions particulières des lois qui régissent ces matières sont applicables en ce qui concerne la détermination des personnes responsables.
NOTA:
Selon la réserve énoncée par le Conseil constitutionnel dans sa décision n° 2020-845 QPC du 19 juin 2020, les mots ou de faire publiquement l’apologie de ces actes figurant au premier alinéa de l’article 421-2-5 du code pénal, dans sa rédaction résultant de la loi n° 2014-1353 du 13 novembre 2014 renforçant les dispositions relatives à la lutte contre le terrorisme, ne sauraient, sans méconnaître la liberté d’expression et de communication, être interprétés comme réprimant un délit de recel d’apologie d’actes de terrorisme. »
— Code pénal - Article 421-2-5
.
La prévention d'apologie apparaît en 1893 sans être définie dans la loi et c'est la jurisprudence qui l'a qualifiée de manière stable,. Le Conseil Constitutionnel la définit comme « le fait de décrire, présenter ou commenter une infraction en invitant à porter, sur elle, un jugement moral favorable ».

## Délit de presse jusqu'en 2014
En France, l'apologie du terrorisme est un délit apparu dans la loi du 29 juillet 1881 sur la liberté de la presse initialement réprimé par son article 24 sous le régime relativement protecteur des délits de presse,,.

## Lois scélérates
En 1893 et 1894, dans un contexte de multiplication des attentats politiques, sont adoptées des lois contre l’anarchisme, qualifiées de « lois scélérates »,,. La « loi du 12 décembre 1893 portant modification des articles 24, paragraphe 1er, 25 et 49 de la loi du 29 juillet 1881 sur la Presse. » incrimine le délit d'apologie de crime en amendant l'article 24 de la loi du 29 juillet 1881 tandis qu'un juge peut dorénavant ordonner la saisie et l’arrestation préventive des personnes suspectées du délit. L'article 1er de la « loi du 28 juillet 1894 pour réprimer les menées anarchistes » donne aux tribunaux correctionnels la connaissance des délits d'apologie et d'incitation, alors qu'ils étaient jugés jusque là par les jurés des cours d'assise. Toutefois, les règles procès de presse continuent de s'appliquer, notamment le délai de prescription de 3 mois.
Pour Vanessa Codaccioni, maîtresse de conférences en science politique à l’université Paris-VIII, il s'agit « d’éradiquer les menées anarchistes et de réprimer tous les discours gênants et considérés comme en opposition avec le pouvoir ».
Cette infraction conduit à des dizaines d’inculpations de militants au XXe siècle,  et à la condamnation des directeurs de publication du journal de la Gauche prolétarienne La Cause du peuple, Jean-Pierre Le Dantec et Michel Le Bris.

## Délit de droit commun depuis la loi Cazeneuve
La loi du 13 novembre 2014 renforçant les dispositions relatives à la lutte contre le terrorisme, dite « Loi Cazeneuve », supprime les contraintes procédurales de garantie de la liberté d'expression en le réprimant, avec le délit d'incitation, sous le régime du droit commun par l'article 421-2-5 du Code pénal,,,.
Le placement en garde à vue est facilité, la prévention peut désormais être jugée en comparution immédiate et tous les parquets peuvent poursuivre de ce chef de prévention qui n'est plus jugé devant une juridiction spécialisée,,,,.
La définition de l'apologie du terrorisme, l'élément d'intentionnalité, la proportionnalité des peines au regard des impératifs de protection de la liberté d'expression sont au cœur des débats ,,.

## Périmètre jurisprudentiel de l'apologie du terrorisme
La loi française ne définissant pas l'apologie, ce sont les jurisprudences de la Cour de Cassation, du Conseil Constitutionnel et de la CEDH qui délimitent le périmètre de cette qualification apparue en droit interne en 1893 ,,,.
En 2015, le Conseil constitutionnel définit une apologie comme le fait de « décrire, présenter ou commenter une infraction en invitant à porter, sur elle, un jugement moral favorable », reprenant une jurisprudence constante de la Cour de Cassation,. La Cour de Cassation retient notamment comme constitutif de l'apologie de terrorisme la « glorification d’un ou plusieurs actes ou celle de leur auteur », « l’incitation à porter un jugement de valeur morale favorable » sur les auteurs, ou encore le fait de manifester « une égale considération pour des victimes d'actes de terrorisme et l'un de leurs auteurs »,,,.

## Conformité et conventionnalité
Le 8 mai 2018, le Conseil Constitutionnel juge le délit d'apologie terroriste conforme à la Constitution,. Cependant dans une réserve d'interprétation du 19 juin 2020, il écarte celui de « recel d'apologie du terrorisme » qui « porte à la liberté d'expression et de communication une atteinte qui n'est pas nécessaire, adaptée et proportionnée ».
La Cour Européenne des Droits de l'Homme s'attache à vérifier[pas clair]la proportionnalité des condamnations au regard de l'article 10 de la Convention européenne des Droits de l'homme  particulièrement concernant le quantum de la peine,.
Le Comité des droits de l'Homme des Nations Unies, dans ses observations sur la France dans son rapport CCPR/C/FRA/CO/5 de 2015, s'est inquiété de plusieurs dispositions de la loi de 2014 et notamment "l’utilisation de termes vagues et imprécis pour la criminalisation et la définition de faits constitutifs (...)  d’apologie du terrorisme". Le 7 novembre 2024, dans l'examen du rapport sur la France, le même comité a relevé l’utilisation de ce délit depuis le 7-Octobre contre des responsables politiques, syndicaux et associatifs, alors que ces responsables avaient seulement rappelé « le contexte dans lequel les attaques avaient été commises ». Le rapport conseille de modifierl’article de la loi « afin de s’assurer qu’il ne puisse pas être invoqué de façon abusive pour indûment restreindre la liberté d’expression d’autrui ».

### Inquiétudes relatives à la liberté d'expression
Depuis l'attentat contre Charlie Hebdo en 2015, des associations de défense des droits de l'homme relèvent un accroissement des arrestations et condamnations pour ce délit, selon les statistiques du ministère de l'intérieur. On remarque une augmentation du nombre de mineurs poursuivis, ainsi qu'un élargissement envers des affaires n'impliquant généralement pas d'incitation directe à la violence, mais tournant autour d'interactions en état d'ivresse avec la police ou de déclarations provocantes dans les cours d'école ou sur les médias sociaux. Un danger pour la liberté d'expression est dénoncé par Human Rights Watch.
En octobre 2020, dans le contexte de menace par le gouvernement de dissolution d'associations à la suite de l'attentat de Conflans-Sainte-Honorine, France Info note : « Le ministère de l'Intérieur explique qu'il s'appuiera sur un « fondement double » avec d'un côté « ce qui touche à l'apologie du terrorisme et aux haines identitaires et religieuses » et de l'autre, « ce qui touche à l'ordre public ». Depuis vingt ans, une trentaine d'associations ont déjà été dissoutes sur décision de l’État, en majorité des associations musulmanes ou d'ultradroite ».
En 2024, à la suite de l'attaque du Hamas contre Israël, plusieurs personnalités politiques, militants et syndicalistes sont inquiétés en raison de déclarations supposément constitutives d'apologie du terrorisme. Dans Le Monde, l'avocat Vincent Breghart déplore « une augmentation des poursuites » pour ce motif et souligne la différence entre « propos critiques à l’égard de la position d’Israël » et « encouragements à une action terroriste ». Il s'alarme d'une potentielle mésinterprétation du texte, Vanessa Codaccioni regrettant quant à elle un dévoiement. Alice Dejean de la Bâtie, maîtresse de conférences, estime que ces enquêtes sont une des façons dont « le droit pénal est utilisé pour discréditer des opposants », s'inscrivant dans « une tendance générale dans de nombreux gouvernements européens ». Nathalie Godard, directrice de l'action à Amnesty International France, rappelle pour sa part l'opposition de l'ONG à ce type de délits, dont la définition est jugée comme « extrêmement vague et subjective, et qui donc représente en soi un risque d’atteinte à la liberté d’expression ». Dans ce contexte, le député LFI Ugo Bernalicis dépose en novembre 2024 un texte visant à supprimer ce délit du Code pénal, expliquant que la loi du 29 juillet 1881 est suffisante et que « Les moyens de la lutte antiterroriste en France ont régulièrement été détournés de leur objet par les gouvernements en place pour réprimer la liberté d’expression ». En réponse, le ministre de l'intérieur Bruno Retailleau déclare que « C'est difficile de faire plus ignoble » sur le réseau social X.